# Stabat Mater

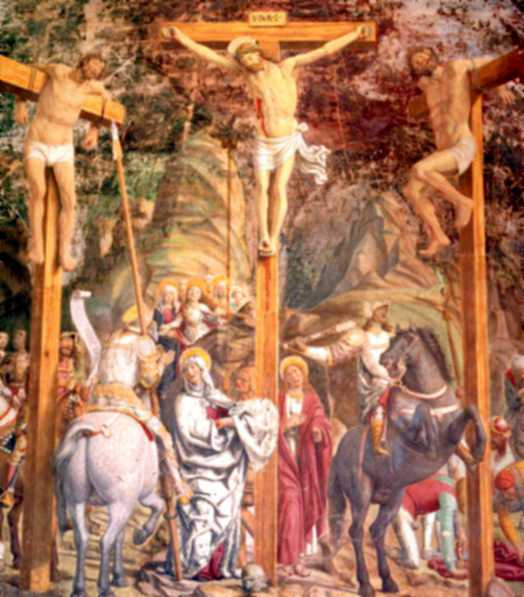
Freska Giovanniho Martina Spanzottiho v kostele sv. Bernardina v italské Ivreji: ukřižovaný Ježíš s Matkou stojící pod křížem. Kolem roku 1490.

Stabat Mater, či Stabat Mater dolorosa (latinsky Stála Matka bolestná) je první verš ze středověkého církevního hymnu Stabat Mater, líčícího bolest Panny Marie pod Kristovým křížem. Některými křesťany je považována za jednu ze sedmi největších latinských hudebních sekvencí všech dob. Je založena na proroctví Simeona, podle kterého meč probodne Srdce Matky Ježíše Krista (Lk 2:35).

## Literární dílo
Sekvence pochází ze 13. století a bývala připisována papeži Inocenci III., který zemřel v roce 1216. Pravděpodobně ji však napsal Jacopone da Todi (1230–1306), nejprve právník, básník a posléze mnich řádu sv. Františka. I tento názor však bývá v literatuře zpochybňován s tím, že ne zcela průkaznou informaci o Jacoponově autorství měl jako první přinést teprve irský františkán Lukáš Wadding v díle Scriptores Ordinis Minorum z roku 1650 a starší pisatelé prý autora skladby neznali. Byla vyslovena též možnost, že autorem hymnu by mohl být Svatý Bonaventura.
V roce 1727 byla katolickou církví báseň oficiálně zařazena jako sekvence při mši na svátek Panny Marie sedmibolestné (15. září).
Jímavá slova vyjadřující bolest matky nad ztrátou syna se stala inspirací pro umělecké vyjádření všech žánrů v celém průběhu historie od 13. století do současné doby.

## Hudební zpracování textu
Hans van der Velden, který se dlouhodobě zabýval historií sekvence, nashromáždil do roku 2007 sbírku 216 nahrávek hudebního zpracování této básně od různých autorů. Skladatelů, kteří zhudebnili tento text, je do dneška (2020) více než 600. Mezi nejznámější patří Orlando di Lasso (1532–1594), Palestrina (1526–1594), Giovanni Battista Pergolesi (1710–1736), Joseph Haydn (1732–1809), Gioachino Rossini (1792–1868), Franz Schubert (1797–1828), Giuseppe Verdi (1813–1901), Antonín Dvořák (1841–1904) a ze současných autorů např. Krzysztof Penderecki (1933–2020) nebo Karl Jenkins (skladba z roku 2008).
Jakub Jan Ryba (1765–1815), autor České mše vánoční, zhudebnil tuto sekvenci jednou na latinský text a dokonce dvakrát na český text. Druhá česká verze vznikla v roce 1790, je jedním z prvních větších Rybových děl a uvádí se pod názvem Stabat Mater aneb Stála Matka litující.
Pendantem k této básni je hymnus, patrně téhož autora, Stabat Mater speciosa (Stála matka radostná) vyjadřující radost matky nad narozením syna. I tato báseň byla mnohokrát zhudebněna, i když podstatně méně často.

## Text
| latinský text                 | český překlad                   | český text podle Šteyerova kancionálu |
|                               |                                 |                                       |
| Stabat Mater dolorosa,        | Stála Matka uplakaná            | Stála Matka litující                  |
| juxta crucem lacrimosa,       | pod křížem jak bolest samá,     | u dřeva kříže plačící,                |
| dum pendebat Filius.          | v hořkých vzlycích pro Syna.    | když na něm pněl Kristus Pán.         |
|                               |                                 |                                       |
| Cujus animam gementem,        | Její srdce Bohu dané,           | Jejížto srdce žalostné,               |
| contristatam et dolentem,     | truchlící a zbědované           | zarmoucené a bolestné                 |
| pertransivit gladius.         | sedmerý meč protíná.            | prorazil meč z obou stran.            |
|                               |                                 |                                       |
| O quam tristis et afflicta    | Žaluplná, zarmoucená            | Ó, jak smutná a žalostná              |
| fuit illa benedicta           | nebem požehnaná žena,           | byla ta Mátě milostná                 |
| Mater Unigeniti!              | matka Boží, prostá vin.         | pro Syna jediného.                    |
|                               |                                 |                                       |
| Quae maerebat et dolebat      | Hlavu sklání do svých dlaní,    | Jenž kvílila a želela,                |
| pia Mater, cum videbat        | pohled na kříž vždy ji raní,    | všetrnoucí když viděla                |
| Nati poenas inclyti.          | trpí na něm její Syn.           | ty muky chotě svého.                  |
|                               |                                 |                                       |
| Quis est homo, qui non fleret | Matko Boží, Matko naše,         | Kdož by neměl zaplakati,              |
| Matrem Christi si videret     | kdo nad Tebou nezapláče,        | vida Matku Páně státi                 |
| in tanto supplicio?           | když Tě vidí v mukách stát.     | tím hořem obklíčenou.                 |
|                               |                                 |                                       |
| Quis non posset contristari   | Vidět Ukřižovaného,             | Kdo by neměl litovati,                |
| Christi Matrem contemplari    | Tebe v slzách vedle něho,       | kdyby chtěl považovati                |
| dolentem cum Filio?           | nutí duši zaplakat.             | Máteř s Synem ssouženou.              |
|                               |                                 |                                       |
| Pro peccatis suae gentis      | Naše vina Tvého Syna            | Pro hříchy svého národu               |
| vidit Jesum in tormentis      | týrá tobě před očima,           | viděla ho nesti škodu                 |
| et flagellis subditum.        | vidíš Krista v krvi ran.        | a bičí zmrskaného.                    |
|                               |                                 |                                       |
| Vidit suum dulcem Natum       | Vidíš jeho teskné rány,         | Viděla Syna milého                    |
| moriendo desolatum            | úzkost jeho umírání,            | při smrti opuštěného,                 |
| dum emisit spiritum.          | smrt, v níž zůstal strašně sám. | když pustil ducha svého.              |
|                               |                                 |                                       |
| Pia Mater, fons amoris,       | Matko Boží, lásku dej mi,       | Aj Máti, studně milosti!              |
| me sentire vim doloris,       | kéž je tvůj a můj žal stejný,   | propůjč mi nětco žalosti,             |
| fac, ut tecum lugeam.         | kéž už sama netruchlíš.         | ať se s tebou rozkvílím.              |
|                               |                                 |                                       |
| Fac, ut ardeat cor meum       | Dej, ať patřím Kristu Bohu,     | Čiň, ať se mi srdce rozžne            |
| in amando Christum Deum       | den ze dne ať více mohu         | v lásce Kristovi pobožně:             |
| ut sibi complaceam.           | hořet láskou, být mu blíž.      | ať mu se tak zalíbím.                 |
|                               |                                 |                                       |
| Sancta Mater, istud agas      | Maria, do srdce mého            | Svatá Máti, rač popříti,              |
| crucifixi fige plagas,        | vtiskni rány Syna svého,        | bych moh’ mé srdce raniti             |
| cordi meo valide.             | jeho kříž kéž je i můj.         | ránami Syna tvého.                    |
|                               |                                 |                                       |
| Tui Nati vulnerati,           | On mé viny smýval svými         | Jenž ráčil pro mne trpěti             |
| tam dignati pro me pati,      | krvavými zraněními,             | a tak těžce raněn býti,               |
| poenas mecum divide.          | tento trest nám rozděluj.       | rozděl mne z strásti jeho.            |
|                               |                                 |                                       |
| Fac me tecum pie flere        | S Tebou pláči, slza smáčí       | Popřej mně s tebou plakati            |
| crucifixo condolere           | oči, jimiž nevypláči            | a Krista vždy litovati,               |
| donec ego vixero.             | soucit s Tebou, ženo žen.       | dokud v těle zůstávám.                |
|                               |                                 |                                       |
| Juxta crucem tecum stare,     | Veď mě pod kříž svého Syna,     | Vedlé kříže s tebou státi             |
| et me tibi sociare            | jenž svou náruč rozepíná,       | a v tvé žalosti trvati,               |
| in planctu desidero.          | s Tebou chci stát pod Křížem.   | za to tě věrně žádám.                 |
|                               |                                 |                                       |
| Virgo virginum praeclara      | Panno panen plná jasu,          | Panno, jenž jsi nejjasnější,          |
| mihi jam non sis amara:       | nežij sama trpkost času,        | již mi nebývej trpčejší,              |
| fac me tecum plangere.        | přijmi, prosím, lásku mou.      | dejž mi s sebou želeti.               |
|                               |                                 |                                       |
| Fac, ut portem Christi mortem | Maria má, kéž Ty sama           | Dejž, ať mohu smrt Kristovu           |
| passionis fac consortem       | dáš mi nést smrt Krista Pána,   | nositi a na kříž znovu                |
| et plagas recolere.           | přijmout ránu za ranou.         | i na rány pomněti.                    |
|                               |                                 |                                       |
| Fac me plagis vulnerari,      | Kéž mě jeho rány zraní          | Jeho ránami mne ukoj,                 |
| fac me cruce inebriari        | a kéž opojení dá mi             | a tím svatým křížem opoj              |
| et cruore Filii.              | jeho kříž a jeho krev.          | pro lásku Syna svého.                 |
|                               |                                 |                                       |
| Flammis ne urar succensus,    | Až před Božím soudem stanu,     | Tak roznícen a rozpálen               |
| per Te, Virgo, sim defensus   | přijď mi, Panno, na ochranu,    | abych byl skrz tě obhájen             |
| in die judicii.               | vzdal ode mne Boží hněv.        | v hodinu dne soudného.                |
|                               |                                 |                                       |
| Christe, cum sit hinc exire,  | Kéž jsem křížem, smrtí Páně     | Rač mne křížem ostříhati,             |
| da per Matrem me ventire      | chráněn v lásce svrchované,     | smrtí Krista odívati                  |
| ad palmam victoriae.          | milost buď mou záchranou.       | a chovati v milosti.                  |
|                               |                                 |                                       |
| Quando corpus morietur        | Tělo zemře. Ty však, Panno,     | Když zde v světě tělo zhyne           |
| fac, ut animae donetur        | dej, ať je mi nebe přáno,       | a duše se z něho vyhne,               |
| paradisi gloria. Amen.        | kéž Bůh přijme duši mou. Amen.  | dejž, by šla do radosti. [Amen.]      |
|                               |                                 |                                       |